# Ulf Camitz
Ulf Camitz (25 ottobre 1960) è un allenatore di calcio ed ex calciatore svedese, di ruolo difensore.

## Carriera

### Club
Camitz ha vestito la maglia del Varberg, prima di passare all'Åtvidaberg, con cui ha giocato 21 incontri nell'Allsvenskan nel campionato 1982. Si è trasferito poi al GAIS, al Kvik Halden e successivamente ha militato nelle file dello Strømsgodset. Ha fatto parte della squadra che ha centrato la promozione nella 1. divisjon nel campionato 1989. Il 28 aprile 1990 ha disputato allora il primo incontro nella massima divisione locale, schierato titolare nella sconfitta casalinga per 0-1 contro il Brann. Il 30 settembre ha trovato la prima rete, nel pareggio per 1-1 in trasferta sul campo dello Start. Nel 1990 ha contribuito alla salvezza dello Strømsgodset, che è retrocesso invece al termine del campionato 1991. Sempre nel 1991 ha vinto, unitamente alla squadra, la coppa nazionale norvegese, con cui ha potuto partecipare alla Coppa delle Coppe 1992-1993, giocando da titolare la gara di ritorno dei preliminari persa per 2-0 contro l'Hapoel Petah Tikva. È stato capitano della squadra dal 1987 al 1991.
È rimasto in forza al club fino al 1993, per accordarsi poi con il Sandefjord. È stato poi un giocatore del Lofoten, di cui è stato anche allenatore nel 1998. Nel 2003 ha ricoperto il medesimo incarico allo Steigen. A novembre 2006 è stato reso noto che Camitz sarebbe diventato allenatore del Grand Bodø, compagine femminile militante nella Toppserien. Ha lasciato l'incarico a marzo 2007.

## Palmarès
- Norgesmesterskapet: 1

Strømsgodset:1991